# ذؤابة

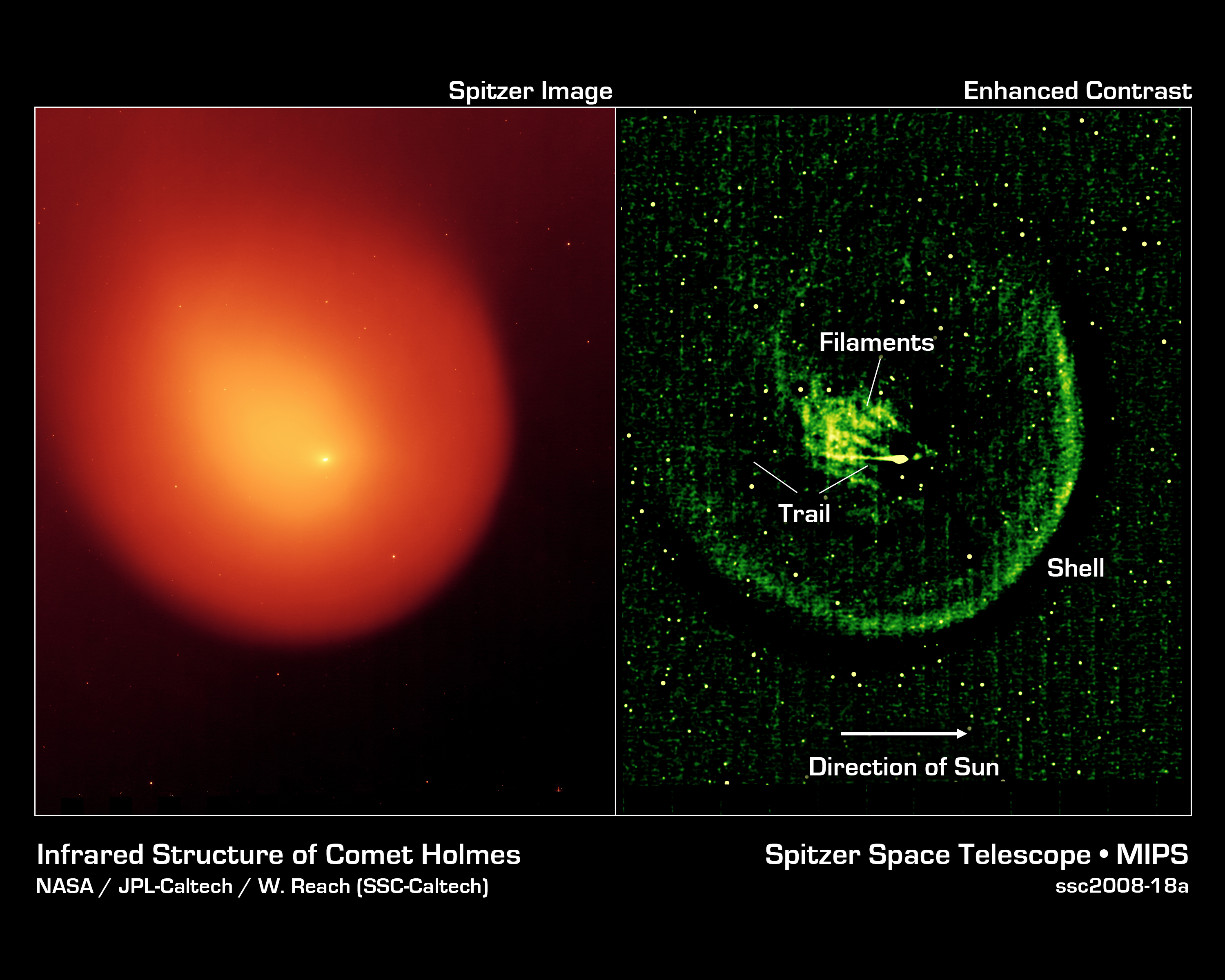
شكل الغشاء المحيط بالمذنب عند تصويره باستخدام الأشعة تحت الحمراء

ذؤابة المذنب (بالإنجليزية: cometary)‏ وهي الغشاء الضبابي المحيط بنواة المذنب، تتكون هذه الذؤابة حين يمر المذنب قرب الشمس بمدار ذو قطع ناقص، مع المرور تبدأ حرارة المذنب بالارتفاع، وبالتالي تحدث حالة تسامي لأجزاء منه مكونة الذؤابة.
هذه الذؤابة هي التي تجعل المذنبات تبدو بشكل ضبابي وغير أملس حين مشاهدتها عبر المقراب، وهذا ما يجعل العلماء الفلكيين قادرين على تمييزها عن النجوم.

## التسمية
في الإنجليزية تسمى الذؤابة (بالإنجليزية: cometary)‏ وهذه الكلمة مشتقة بدورها من الكلمة الإغريقية (بالإغريقية: κόμη) والتي يمكن ترجمتها إلى شعر.
 وهي تسمى أيضا هالة وبالإنجليزية coma.

## المكونات
تتكون الذؤابة (أو الهالة ) من مواد متطايرة وغبار كوني، وتتألف هذه المواد المتطايرة من 90% من الماء والذي يتطاير من نواة المذنب حين تصبح على مسافة 3 إلى 4 وحدات فلكية من الشمس.

## اقرأ أيضا
- روزيتا مركبة فضائية